# アンチ・ダンピング関税
アンチ・ダンピング関税（アンチ・ダンピングかんぜい）は、輸出国の国内価格よりも低い価格による輸出（ダンピング（不当廉売）輸出）が、輸入国の国内産業に被害を与えている場合に、ダンピング価格を正常な価格に是正する目的で、価格差相当額以下で賦課される関税のこと。日本法においては不当廉売関税という。また、ダンピング防止税ともいう。WTO協定付属書１Aの1994年の関税及び貿易に関する一般協定の最恵国待遇及び譲許表の例外としてその第6条において認められており、発動手続きが、WTO協定付属書１Aの1994年の関税及び貿易に関する一般協定第6条の実施に関する協定（ＡＤ協定）において規定されている。わが国では、関税定率法第8条および不当廉売関税に関する政令により調査手続き等が定められている。

## 対象
- アンチ・ダンピング関税とは、輸出国の国内価格よりも低い価格による輸出（ダンピング輸出）が、輸入国の国内産業に被害を与えている場合に、その価格差を相殺するために課される関税。

- アンチ・ダンピング関税は、国内産業からの申請（課税の求め）[注 1]に対し、調査当局[注 2]による調査（原則1年、最大18カ月）を行い、要件を満たしていることが認められた場合に発動される。課税期間は5年以内だが、期限内に正当な見直しが行われた場合には、最大5年延長でき、延長回数に制限はない。

## AD措置の発動4要件
AD措置の発動要件は、WTO協定及び関税定率法第８条により
1. ダンピングされた貨物の輸入の事実があること
2. ダンピングされた貨物と同種の貨物を生産している国内産業（国内生産高の相当な割合を占める者）に実質的な損害等の事実があること
3. 実質的な損害等がダンピングされた貨物の輸入によって引き起こされたという因果関係があること
4. 国内産業を保護する必要性があること

の4要件と定められている。

### 発動要件１.ダンピングの事実
ダンピングマージン（DM）率が2%超の時ダンピングの事実が認められる。
ダンピングマージン率＝（正常価格 - 輸出価格）／　輸出価格
（計算例）
正常価格 :120円/kg
輸出価格：100円/kg
DM率 （120円/kg - 100円/kg） / 100円/kg = 20%

#### ※対中、対ベトナムアンチ・ダンピング課税における第三国価格の使用
中国及びベトナムからの輸出に対するダンピング・マージン（正常価格と輸出価格の差額）の認定においては､ WTO加盟時の取決め（中国加盟議定書、ベトナム加盟議定書）に基づき、ダンピングされた貨物の生産及び国内販売において市場経済の条件が浸透している事実を示すことができないばあい、これらの国の正常価格として、当該国の国内販売価格以外の代替価格 （第三国の国内販売価格等）を用いて、代替価格と当該国からの輸出価格を比較することが可能となっている。
日本における取り扱い
我が国では、不当廉売関税に関する政令第2条第3項において、この旨を規定している。

### 発動要件2.国内産業への損害
以下の３つについて検討
- 数量効果
- 価格効果
- 損害15指標

### 発動要件3.因果関係
国内産業の損害が①ダンピング輸入の影響であること②ダンピング輸入以外の要因でない事実

### 発動要件4.国内産業を保護する必要性
国内作業を保護する必要性については、他の３要件が確認された場合、特に検討されることなく必要があるとしており、経済産業省の資料では、このため、この要件をあげていない。

## 調査申請要件

### 申請時に必要となる要件
申請者の生産高/国内総生産高　>= 25%
※ここでは、「輸入生産者」等の生産高は除かれる。（「調査開始時に必要となる要件」についても同様。）
＊業界団体で申請を行う場合は、団体の構成員の２以上の者が調査対象製品を生産していることが必要。

### 調査開始時に必要となる要件
申請を支持する国内生産者の生産高 ＞ 申請に反対する国内生産者の生産高（※）
※申請に支持も反対も表明しない者は、この要件の算定時に考慮されない。

## 日本の調査・発動事例
出典　
| 品名                                 | 国名（被発動国）           | 課税状況                         |
| ------------------------------------ | -------------------------- | -------------------------------- |
| 綿糸                                 | 大韓民国                   | 申請取下げ                       |
| フェロシリコン                       | ノルウェー及びフランス     | 申請取下げ                       |
| ニット類セーター                     | 大韓民国                   | 申請取下げ                       |
| フェロシリコン                       | 中華人民共和国他           | 課税終了                         |
| 綿糸                                 | パキスタン                 | 課税終了                         |
| ポリエステル短繊維                   | 大韓民国                   | 課税終了                         |
| 電解二酸化マンガン                   | 中華人民共和国他           | 課税中（一部課税終了）           |
| カットシート紙                       | インドネシア共和国         | 課税せず（ダンピングの事実なし） |
| トルエンジイソシアナート             | 中華人民共和国             | 課税終了                         |
| 水酸化カリウム                       | 大韓民国他                 | 課税中                           |
| 高重合度ポリエチレンテレフタレート   | 中華人民共和国             | 課税中                           |
| 炭素鋼製突合せ溶接式継手             | 大韓民国他                 | 課税中                           |
| トリス（クロロプロピル）ホスフェート | 中華人民共和国             | 課税中                           |
| 炭酸カリウム                         | 大韓民国                   | 課税中                           |
| 溶融亜鉛めっき鉄線                   | 中華人民共和国及び大韓民国 | 課税中                           |

## 日本の調査当局
日本においては、財務省、物資所管省及び経済産業省の3者が、ダンピングの認定、損害の認定の双方を共同した調査する。現在までの事例ではすべて経済産業省所管の物資であったため、財務省及び経済産業省の２者が調査を行っている。
- 財務省関税局関税課 特殊関税調査室

- 経済産業省貿易経済協力局貿易管理部特殊関税等調査室

## 米国の調査当局
米国においてはダンピングの認定は商務省、損害の認定はITCが分担している。
- 米国商務省　ENFORCEMENT AND COMPLIANCE
- ITCUnited States International Trade Commission